# Alfredo Zoller
Alfredo Zoller (Burgdorf, 1º gennaio 1888 – ...) è stato un calciatore svizzero, di ruolo difensore.

## Carriera
Proveniente dall'Old Boys di Basilea, giocò nell'Inter nelle stagioni 1909-1910 e 1910-1911.
Fu titolare nello spareggio con il Pro Vercelli del 24 aprile 1910, oltre che a tutte le gare di campionato. Con i nerazzurri totalizzò 28 presenze.

## Palmarès
- Campionato italiano: 1

Inter: 1909-1910